# Helmut Schoepke
Helmut Schoepke (* 11. Januar 1903; † 29. März 1996) war ein deutscher Lyriker, Verlagsbuchhändler und Autor.

## Leben
Schoepke besaß etwa in der zweiten Hälfte der 1920er Jahre einen eigenen Verlag in Glogau, den Helmut Schoepke Verlag, später erwarb er die 1816 von Ernst Christian Klein gegründete Verlagsbuchhandlung Friedrich Stollberg in Merseburg, die Stollberg 1851 übernommen und nach sich selbst benannt hatte. Diese gilt bis zum heutigen Tag als eine Institution der Stadt und als deren ältestes noch bestehendes Unternehmen. Schoepke lernte 1930 den Landespolitiker und Schriftsteller Siegfried Berger (1891–1946) kennen. In der Folge verlegte Schoepke sehr erfolgreich sämtliche Werke Bergers, der zu den populärsten Autoren dieser Zeit in Sachsen-Anhalt zählte. Beide gerieten während der NS-Zeit in Turbulenzen; Schoepke zog sich in eine Art innere Emigration zurück und blieb gegenüber nationalsozialistischem Druck auf seine Verlagsbuchhandlung standhaft.
Im Jahr 1977 siedelte Schoepke aus der DDR in die Bundesrepublik über.
Schoepke verstarb im Alter von 93 Jahren. Er wurde auf dem Südfriedhof Sontheim in Heilbronn-Sontheim beigesetzt.

## Werke (Auszug)
- Ein einfach Krippenspiel für Kinder – mit alten Weihnachtsliedern, Verlag Helmut Schoepke, Glogau 1926
- Die weise Gefährtin, Betrachtungen, Geschichten, Gedichte, mit Illustrationen von Alfred Wittber (1896–1958). Evangelische Verlagsanstalt, Berlin 1952
- als Hrsg.: Otto von Taube: Selig sind die Friedbereiter – Geistliche Gedichte und Lieder. Evangelische Verlagsanstalt, Berlin 1956
- In Angst getrost – Gedichte. Hrsg. v. d. Pressestelle der Evangelisch-lutherischen Kirche in Thüringen. Evangelische Verlagsanstalt, Berlin 1958
- Festansprache zum 150-jährigen Bestehen der Buchhandlung Friedrich Stollberg in Merseburg am 5. April 1966. Merseburg 1966
- Erinnerungen an Siegfried Berger, Essay, 1981, in: Siegfried-Berger-Sammlung, Stadtbibliothek und Archiv Merseburg

## Verlagsveröffentlichungen
Von Helmut Schoepke wurden in dessen Friedrich Stollberg Verlag Merseburg mehreren Publikationen verlegt, beispielsweise:
- Siegfried Berger: Deutsches Antlitz nach unbekannten Bildwerken aus der Provinz Sachsen
- Siegfried Berger: Glanz über einer kleinen Stadt
- Siegfried Berger: Der Hirte und sein Konterfei
- Siegfried Berger: Das Hochzeitshaus
- Siegfried Berger: Kleines Lesebuch vor Weihnachten
- Siegfried Berger: Der König und die Sängerin – ein heiterer Roman
- Siegfried Berger: Landeskultur und Provinzialverband – Denkschrift, hrsg. v. Landeshauptmann der Provinz Sachsen
- Siegfried Berger: Mitteldeutsches Lesebuch
- Siegfried Berger: Das Probejahr
- Siegfried Berger: Schlote wachsen im Land – Eine Geschichte von Husaren, Kleinbürgern und Grossfürsten
- Siegfried Berger: Das Schmuckkästchen des Fräulein von Rhaden – Ein Ferienbuch
- Siegfried Berger: Schöpferische Menschen aus Mitteldeutschland
- Siegfried Berger: Die Schweden-Orgel, mit Zeichnung von Paul Radojewski
- Siegfried Berger: Die tapferen Füße
- Siegfried Berger: Der unhöfliche Rabe – Lustige Geschichten und Schnurren
- Siegfried Berger: Uta und der Blinde
- Siegfried Berger: Das verheimlichte Reiseziel – Heitere Geschichten
- Siegfried Berger: Weihnachtskantate/Die Heimkehr des armen Soldaten Christoph/Weihnachtsmusik in der Löwengrube/Die Geigenweihe/Drei Jungen und ein Stern
- Wilhelm Bithorn: Lebensworte
- Gebrüder Grimm: Der gestiefelte Kater, mit 12 Kupferstichen und 1 Lithographie von Otto Speckter
- Gerhart Pohl: Sturz der Göttin – Das seltsame Schicksal des Fräulein Aubry
- Otto Freiherr von Taube: Das Ende der Königsmarcks/Der Sieg Don Alonso Gureas/Die Nonne und der Capirote
- Otto Freiherr von Taube: Der Fluch über Luhsen
- Otto Freiherr von Taube: Die Metzgerpost
- Otto Freiherr von Taube: Wanderlieder und andere Gedichte
- Arnold Ulitz: Hochzeit! Hochzeit! – Geschichte aus Oberschlesien
- Alfred de Vigny: Soldatenknechtschaft und Soldatengröße (Deutsch von Otto von Taube)

## Mitgliedschaften
- Paul-Ernst-Gesellschaft